# Tortula mexicana
Tortula mexicana là một loài Rêu trong họ Pottiaceae. Loài này được (Hampe ex Müll. Hal.) Mitt. miêu tả khoa học đầu tiên năm 1869.